# 갈로어

상브르타뉴에서 갈로어의 전통적인 사용 지역

갈로어(Gallo)는 프랑스 브르타뉴 동부에서 사용되는 로망스계 언어이다. 오일어에 속하는 방언으로서 표준 프랑스어와 가깝다. 오늘날에는 표준 프랑스어의 강한 영향으로 인해 이 지역에서 갈로어를 사용하는 사람은 비교적 소수이다.
본래 브르타뉴와 노르망디(Normandie) 및 멘(Maine)의 경계 지역이던 네우스트리아 변경에서 사용되던 방언이다. 노르만인의 잉글랜드 정복에 참여한 이들 중 상당수가 사용하던 방언으로서, 노르만어뿐 아니라 갈로어 역시 앵글로 노르만어 형성에 기여했다고 추정된다.
인근의 노르만어, 피카르디어, 푸아투어 등과 방언 연속체를 이루며, 노르만어와 구별되는 특징 중 하나는 갈로어에는 고대 노르드어의 영향이 없다는 점이다. 한편 서쪽으로 인접한 켈트어파 계통의 브르타뉴어와는 전혀 다른 언어로서 명백히 구분된다.